# Стафилины узкие

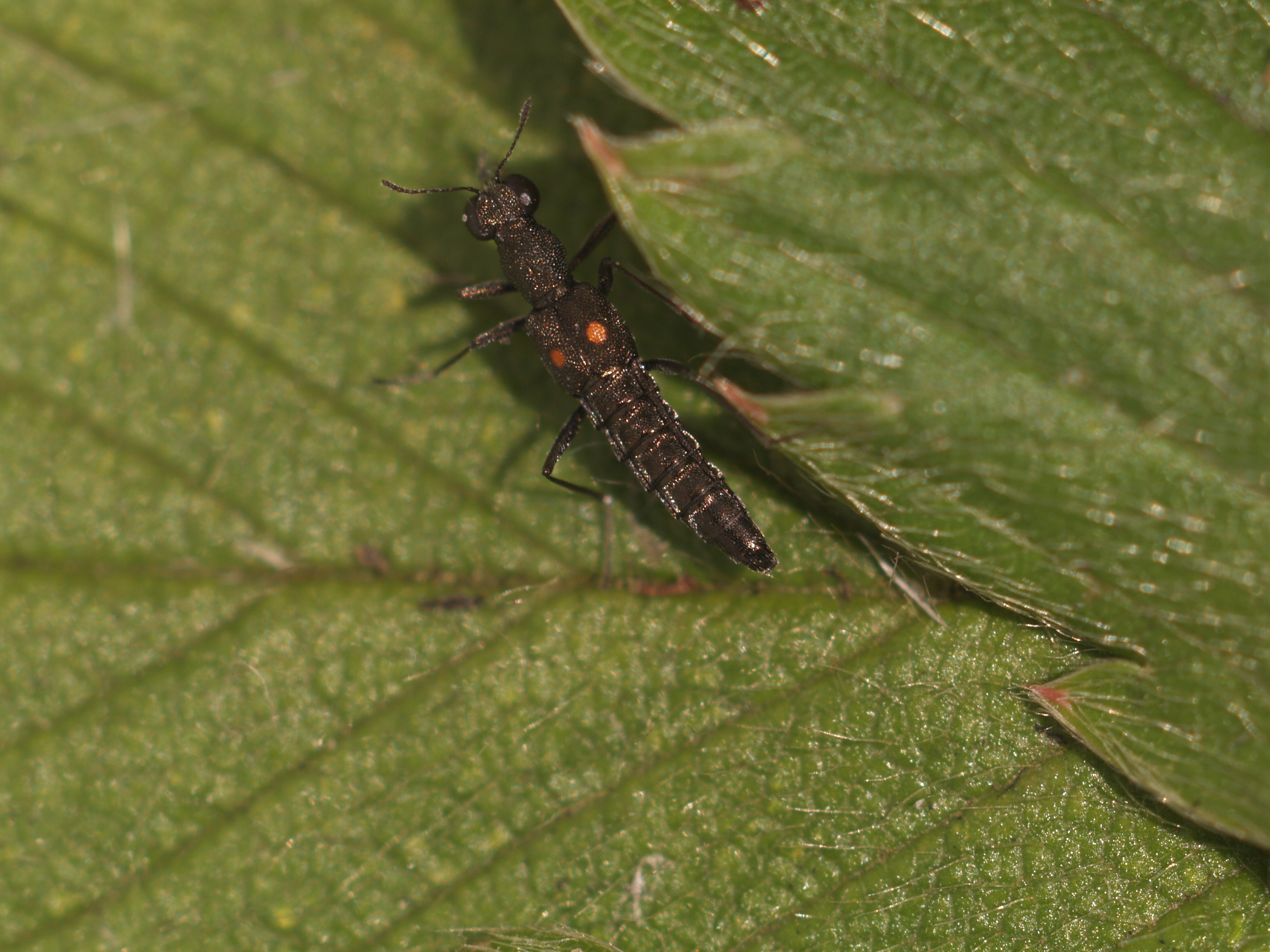
Stenus biguttatus

Стафилины узкие (лат. Stenus) — род жуков-стафилинид из подсемейства Steninae. Один из крупнейших родов в мире животных, в который включают более 2 246 современных видов. В фауне Европы насчитывают около 300 видов, в Средней Европе около 120 видов.

## Описание
Мелкие стройные жуки длиной от 1,7 до 7,5 мм. Глаза крупные, занимают всю боковую поверхность головы. Виски отсутствуют. Полуводные жуки, известны тем, что способны плавать (бегать) по водной поверхности. Смазываясь секретом желез, они могут скользить со скоростью до 75 см в секунду над водяной поверхностью. Обладают удлиненной нижней губой, которая преобразована в ловчий аппарат с клейким концом. 

## Экология
Обитают в лесной подстилке, по берегам водоемов, болот, около муравейников. Хищники, ловят коллембол. Для защиты от хищников и микробов имеют специальные железы на пигидиуме, выделяющие химические вещества (Терпены, Пиридины, Пиперидины, Алкалоиды), которые они размазывают по всему телу с помощью задних ног во время интенсивного ухода за телом.